# La setta dei tre K
La setta dei tre K (Storm Warning) è un film del 1951 diretto da Stuart Heisler.
È un film drammatico thriller a sfondo noir statunitense con Ginger Rogers, Ronald Reagan e Doris Day.

## Trama
Marsha Mitchell è appena arrivata nella cittadina di Rock Point per conoscere Hank, il marito della sorella Lucy. La città sembra disabitata, tutti si sono rinchiusi in casa e per strada non gira nessuno. Assiste però al brutale assassinio di un uomo da parte di gente incappucciata che lo aveva trascinato fuori dalla prigione. Fugge sconvolta e riesce a trovare Lucy alla quale racconta tutto. Lucy sospetta che la vittima sia un certo Adams, presentatosi come un giornalista in incognito che stava raccogliendo notizie per screditare la cittadina e che era stato arrestato perché trovato ubriaco alla guida.
Non appena Marsha vede Hank, il marito di Lucy, si rende conto che si tratta di uno degli assassini che messo alle strette ammette tutto di fronte all'ignara Lucy, si difende però affermando di essere stato costretto dagli altri a partecipare alla missione che non avrebbe dovuto concludersi con la morte dell'uomo. Mentre Lucy crede alla sincerità del marito e lo perdona, Marsha si rivela dubbiosa ma decide di lasciare la cittadina il prima possibile.
Il giudice istruttore Burt Rainey giunge alla stazione di polizia e rivolge un duro discorso ai poliziotti che nulla hanno fatto per proteggere il detenuto e venuto a conoscenza di una probabile testimone decide di interrogarla nonostante molte persone gli consiglino di non indagare sulla faccenda. Anche il suo colloquio con Charlie Barr "capo supremo" del KKK cittadino si rivela inutile.
Durante l'interrogatorio Marsha ammette solo di aver visto gli uomini del Ku Klux Klan uccidere il giornalista e non rivela che il cognato faceva parte del gruppo. Il giudice chiude l'inchiesta e Marsha può finalmente partire. Hank però torna a casa ubriaco e aggredisce le due donne. Lucy decide di denunciarlo mentre Marsha di ritrattare la sua testimonianza, Hank spaventato rapisce la donna che viene nascosta nel covo del KKK dove viene frustata. Il giudice Bart raggiunge il posto e nonostante il comportamento ambiguo di Barr trova la ragazza in lacrime. Barr spaventato accusa Hank dell'omicidio e l'uomo infuriato prende una pistola con l'intenzione di uccidere tutti, Lucy viene colpita a morte ma un poliziotto spara a Hank uccidendolo. Spaventati e disillusi dal comportamento del loro capo gli altri membri della setta si tolgono le vesti abbandonandolo al suo destino, viene infatti arrestato dalla polizia. Lucy muore tra le braccia della sorella che trova conforto nel giudice.

## Produzione
Il film, diretto da Stuart Heisler su una sceneggiatura di Richard Brooks e Daniel Fuchs, fu prodotto da Jerry Wald per la Warner Bros. e girato a Corona e nei Warner Brothers Burbank Studios a Burbank, in California, dall'11 novembre 1949 a fine gennaio 1950. Il titolo di lavorazione fu  Storm Center.
Il ruolo di Marsha era stato originariamente affidato a Lauren Bacall ma dopo il suo rifiuto (che comportò anche il suo allontanamento dalla Warner Bros.) fu ingaggiata Ginger Rogers.

## Distribuzione
Il film fu distribuito con il titolo Storm Warning negli Stati Uniti dal 10 febbraio 1951 (première a Miami Beach il 17 gennaio 1951) al cinema dalla Warner Bros.
Altre distribuzioni:
- in Messico il 6 settembre 1951 (¿Acusaría usted?)
- in Danimarca il 7 dicembre 1951 (Nattens liga)
- in Italia il 25 gennaio 1952 (La setta dei tre K)
- in Svezia il 17 marzo 1952 (Under Ku Klux Klan)
- in Finlandia il 28 marzo 1952 (Ku Klux Klaanin merkeissä)
- in Portogallo il 1º agosto 1952 (Tragédia na Cidade)
- in Belgio il 23 gennaio 1953 (Ku-Klux-Klan)
- in Germania Ovest il 7 maggio 1959 (Der Gefangene des Ku-Klux-Klan)
- in Austria il 26 giugno 1959 (Der Gefangene des Ku-Klux-Klan)
- in Cile (¿Acusaría usted?)
- in Spagna (Aviso de tormenta)
- in Austria (Die Gefangene des Ku-Klux-Klan)
- in Brasile (Dilema de uma Consciência)
- in Grecia (Otan i thyella xespa)
- negli Stati Uniti (Storm Center)

## Critica
La valutazione de il Morandini è positiva. Il film risulterebbe infatti "democratico, antirazzista, un po' melodrammatico". Morandini segnala soprattutto le interpretazioni della Rogers e di Reagan. Secondo Leonard Maltin il film è caratterizzato da una "vicenda frenetica ma avvincente". L'interpretazione di Reagan sarebbe una delle migliori della sua carriera.

## Promozione
Le tagline sono:
- "Behind this burning cross...Behind the loopholes in the law...Behind their cowardly hoods...They hide a thousand vicious crimes!".
- "Unmasked by Warner Brothers!".
- "Dramatic thunder coming your way!".